# Typen N, n und n1 der Gemeinde Wien – städtische Straßenbahnen
Die Typen N, n und n1 der Gemeinde Wien – städtische Straßenbahnen waren eine Serie von 450 zweiachsigen Trieb- und Beiwagen, die für die 1925 eröffnete Wiener Elektrische Stadtbahn konzipiert und beschafft wurden und die Wagen der Dampfstadtbahn samt zugehörigen Lokomotiven ablösten. Darüber hinaus wechselten sie auf der Einschleifungslinie 18G auch in das Wiener Straßenbahnnetz über, ab 1926 waren sie auch auf reinen Straßenbahnlinien im Einsatz.

## Triebwagen der Type N

### Wagenbaulicher Teil

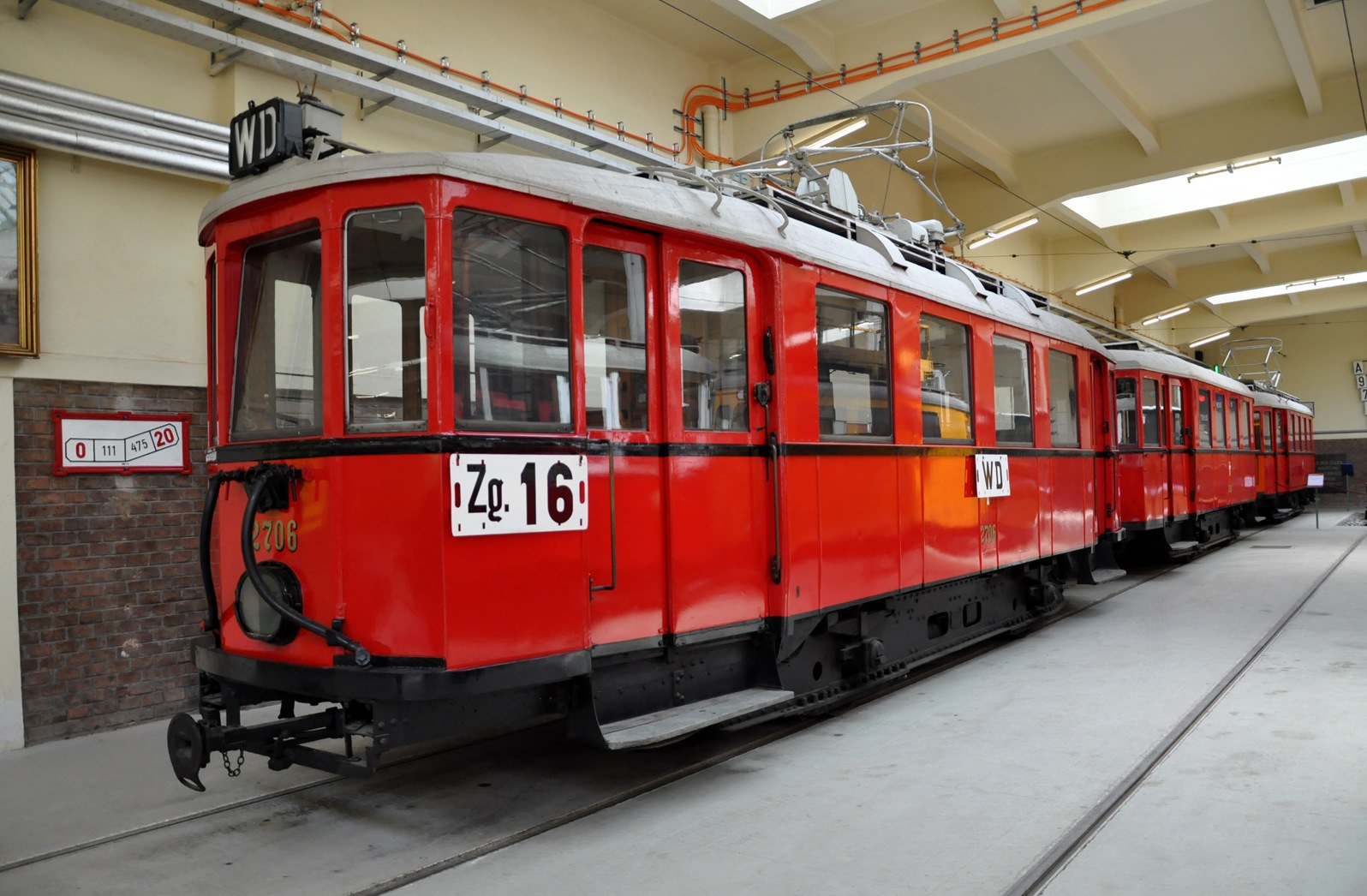
Zwei N-Triebwagen mit einem dazwischen gekuppelten n-Beiwagen im Verkehrsmuseum Remise

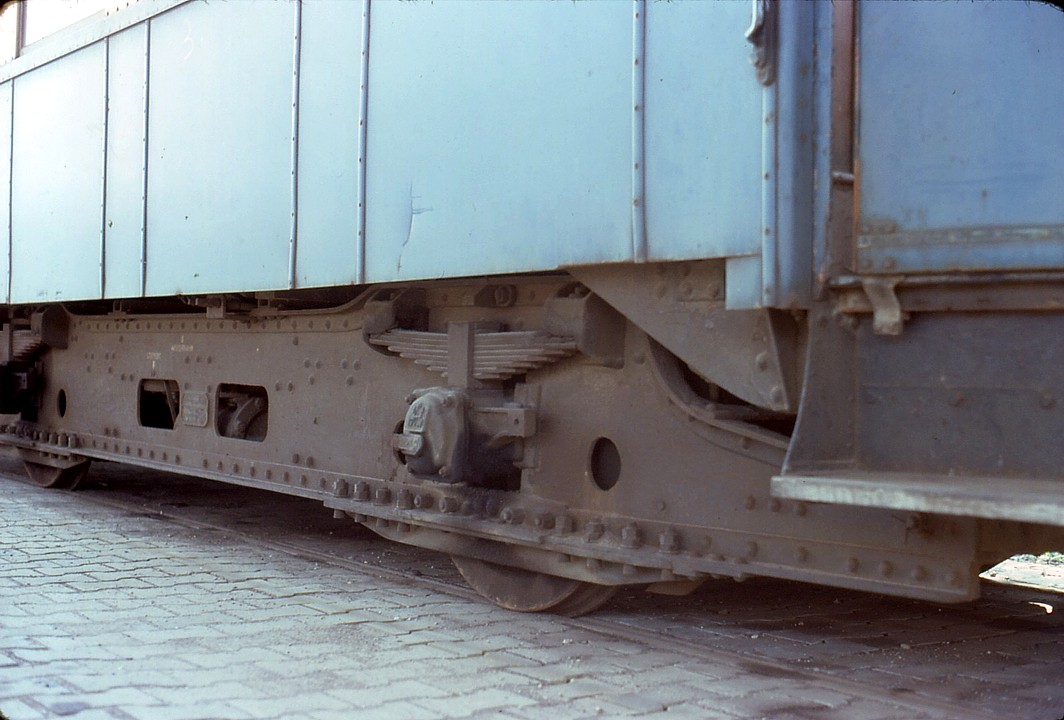
Detailansicht des Laufgestells

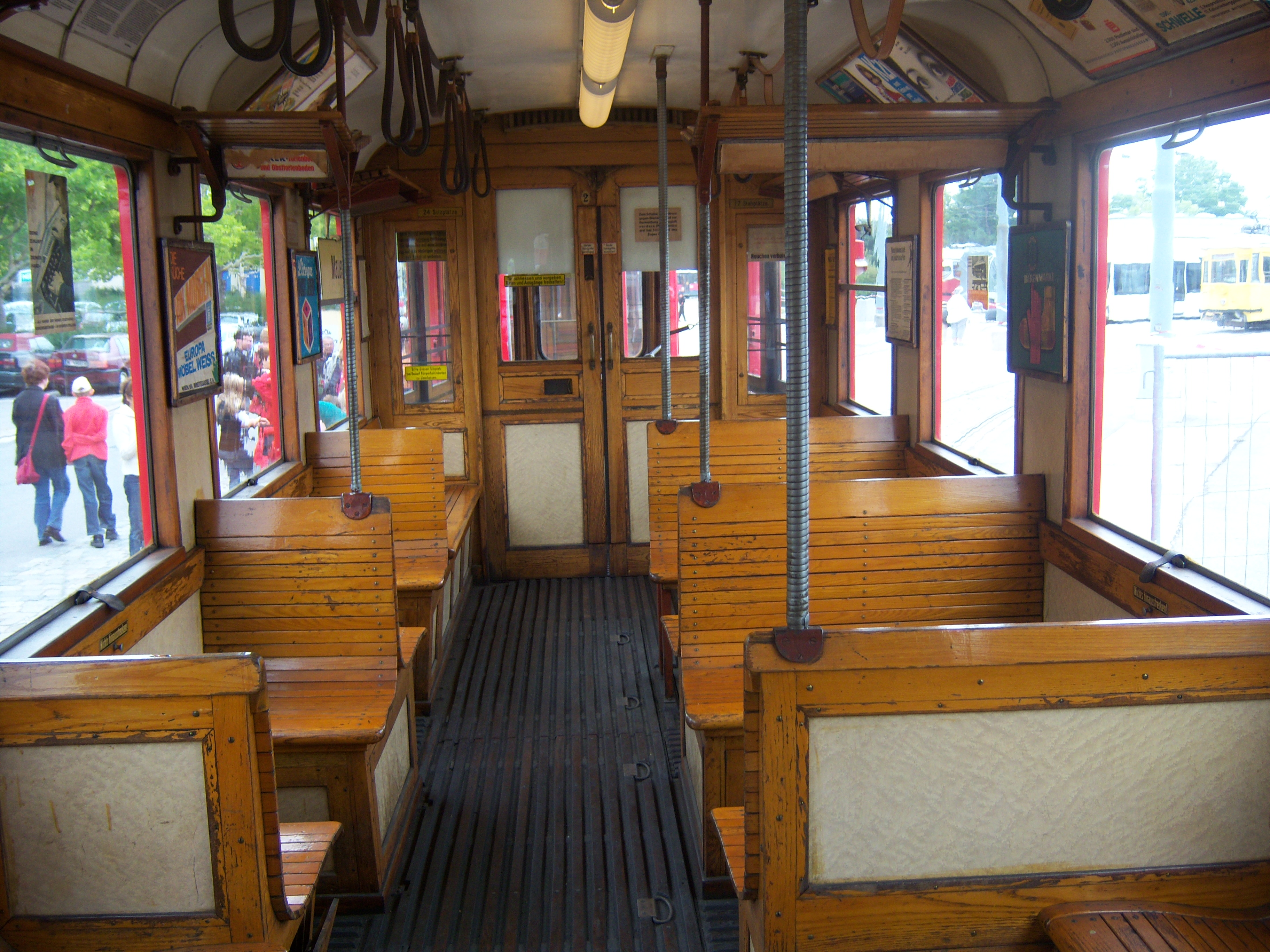
Inneneinrichtung eines N-Triebwagens

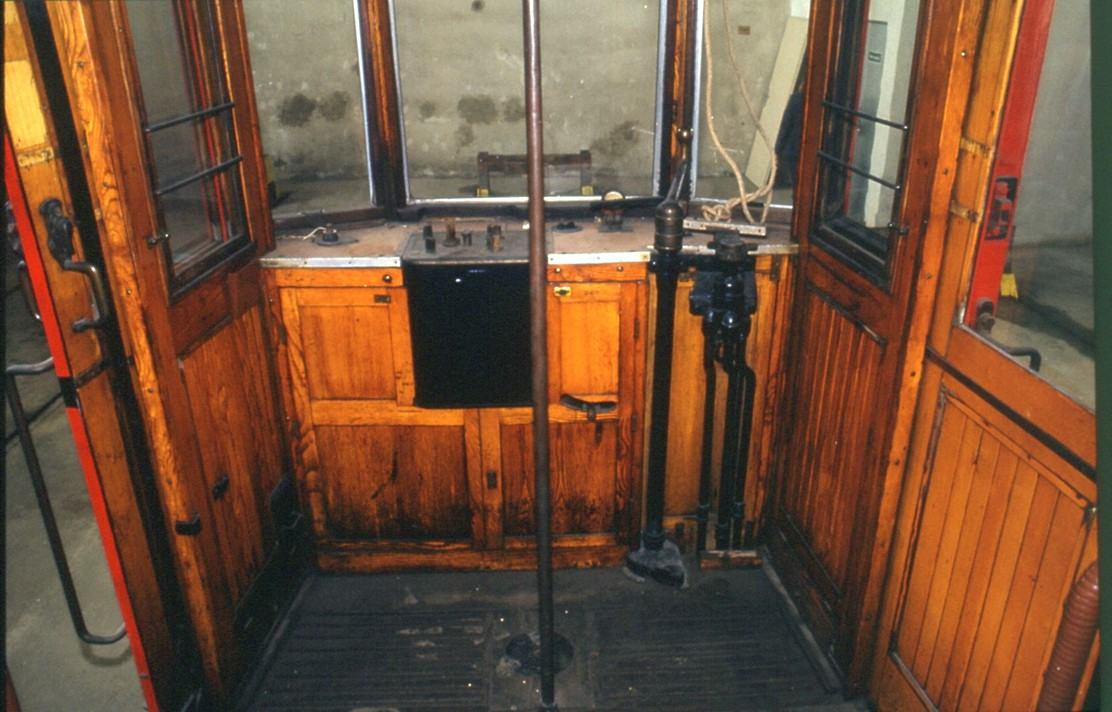
Führerstand mit entferntem Fahrersitz

Erscheinungsmäßiges Vorbild für die zwischen 1925 und 1927 für die Gemeinde Wien – städtische Straßenbahnen (WStB) hergestellten Triebwagen der Type N waren die Cmg-Triebwagen der Lokalbahn Wien–Pressburg, die 1910 von Otto Wagner entworfen wurden, der wiederum Architekt der Wiener Dampfstadtbahn war. Gegenüber dem zuvor von der Wiener Straßenbahn verwendeten Wagenpark, der hauptsächlich aus zierlichen und meist sehr kleinen Fahrzeugen bestand, waren die elektrischen Stadtbahnzüge äußerst wuchtig.
Die N-Triebwagen waren 17.500 Kilogramm schwer und hatten einen hölzernen Wagenkasten auf einem Plattenrahmen-Laufgestell, das durch Winkeleisen verstärkt war. Für einen ruhigen Lauf sorgten Blattfedern und Gleitachslager, letztere ebenfalls durch Blattfedern abgefedert. Als Dach diente ein Tonnendach, das über den beiden Innenquerwänden, die das Fahrgastabteil von den Plattformen abtrennten, je eine Stirnventilation aufwies. Die Fahrzeuge waren in ihren Abmessungen mit den bereits geplanten, aber aus finanziellen Gründen noch nicht bestellten Straßenbahnwagen der Typen M, m2 und m3 gleichgehalten und unterschieden sich in der mechanischen Konstruktion nur in der Form des Laufgestells. Der Stadtbahnbetrieb erforderte nämlich ein anderes Fahrwerk als jenes, das die neuen Straßenbahnwagen bekommen sollten.
Der – im Bereich der Plattformen stark eingezogene – Wagenkasten selbst war 2.240 Millimeter breit und 10.700 Millimeter lang, die Länge über Kupplung betrug 11.600 Millimeter, der Radstand 3.600 Millimeter und die Höhe zwischen Schienenoberkante und Dachoberkante 3.230 Millimeter. Die Räder selbst hatten einen Laufkreisdurchmesser von 850 respektive 870 Millimetern. Die Radreifen waren 100 Millimeter breit, die Spurkränze 22 Millimeter hoch. Charakteristisch waren ferner die breiten Fensterholme, bei – im Vergleich zu den Vorgängerbaureihen der Wiener Straßenbahn – gleichzeitiger Halbierung der Fensterzahl von acht auf vier. Diese Bauweise entsprach der damaligen Norm, durch die breiten Fenstersäulen erhielt der Wagenkasten eine ausreichende Festigkeit. Die Fenster selbst waren 1.000 Millimeter breit, eine Entlastungsvorrichtung gewährleistete ein einfaches Öffnen und Schließen.
Die beiden vollständig verglasten Plattformen fielen mit einer Länge von 2.300 Millimetern vergleichsweise lang aus, während das durch breite Doppeltüren abgetrennte Fahrgastabteil 6.100 Millimeter lang war. Darin befanden sich 24 Holzsitze, die je zur Hälfte längs oder quer zur Fahrtrichtung angeordnet waren. Die, je nach Besetzungsgrad, 47 bis 60 Stehplätze verteilten sich wie folgt:
| auf der vorderen Plattform, sofern diese mit Personal besetzt war:                          | zwölf im Regelfall | 15 bei Überfüllung |
| auf der hinteren Plattform, bei nicht führenden Triebwagen auch auf der vorderen Plattform: | 15 im Regelfall    | 20 bei Überfüllung |
| im Fahrgastraum:                                                                            | 20 im Regelfall    | 25 bei Überfüllung |

Die je zwei Einstiege auf jeder Seite wurden durch 1.200 Millimeter breite, handbediente Teleskopschiebetüren verschlossen. Diese waren jedoch schwergängig und somit für den Stadtbahnbetrieb wenig zweckmäßig. Die Betätigung durch Drücken der Türsicherung mit dem Daumen und gleichzeitigem Ziehen mit der Hand war, vor allem für schwächere Personen, fast unmöglich. Die Türen wurden daher auch während der Fahrt nur selten geschlossen. Ausgenommen war die Schiebetür der Fahrerplattform, die vom Zugbegleiter betätigt werden musste. Schon von Beginn an kam es daher zu schweren, meist tödlichen Unfällen durch Auf- oder Abspringen. Zum Übergang auf Straßenbahnstrecken wiesen die Wagen zusätzlich Fangkörbe samt Tastgittern sowie einen Glockenriemen auf.

### Bremse
Betriebsbremse war eine indirekt wirkende, selbsttätige und mehrlösige Kunze-Knorr-Druckluftbremse, die vom Fahrer mit der rechten Hand betätigt wurde, während die linke Hand den Fahrschalter bediente. Die Druckluftbremse wirkte auch bei Zugtrennungen, beim Überfahren der mechanischen Fahrsperre und bei Notbremsungen. In jedem Wagen waren hierzu zwei Notbremsgriffe angebracht. Als Feststellbremsen waren Spindelhandbremsen vorhanden, die jedoch nur im Straßenbahnbetrieb notwendig waren. Druckluft- und Handbremse wirkten auf alle acht Bremsklötze, bei einer Notbremsung erfolgte automatisch die Betätigung des ebenfalls mit Druckluft betriebenen Sandstreueinrichtung.
Zur Erzeugung der Druckluft war auf jedem Triebwagen ein elektrisch angetriebener Kompressor vorhanden. Die damit gewonnene Druckluft wurde in zwei Hauptbehältern gespeichert. Die bis zu drei Triebwagen eines Zuges waren durch die Ausgleichsleitung miteinander verbunden. Sicherheitsventile sprachen zum Schutz der Anlage bei sieben bar an. Die Bremsausrüstung wurde über einen Schnelldruckregler mit der nötigen Druckluft von viereinhalb bar versorgt. Auf jedem Führerstand war ein Führerbremsventil mit den sechs Stellungen Abschluss, Fahren, Lösen, Gefällsbremse, Betriebsbremse und Notbremse vorhanden.
Eine Besonderheit war die Auslösung der mechanischen Fahrsperre beim Überfahren eines haltzeigenden Signals mittels eines seitlich herausragenden, drehbaren Auslösehebels an der Unterkante des Laufgestells des Triebwagens, zwischen den Achsen. Aktiv war dabei nur der linke Auslösehebel des jeweils führenden Triebwagens. Die Drehung des Hebels nach hinten führte durch Entlüften der Hauptluftleitung zu einer Schnellbremsung, außerdem wurde die Stromzufuhr zu den Fahrmotoren unterbrochen.

### Elektrische Ausrüstung

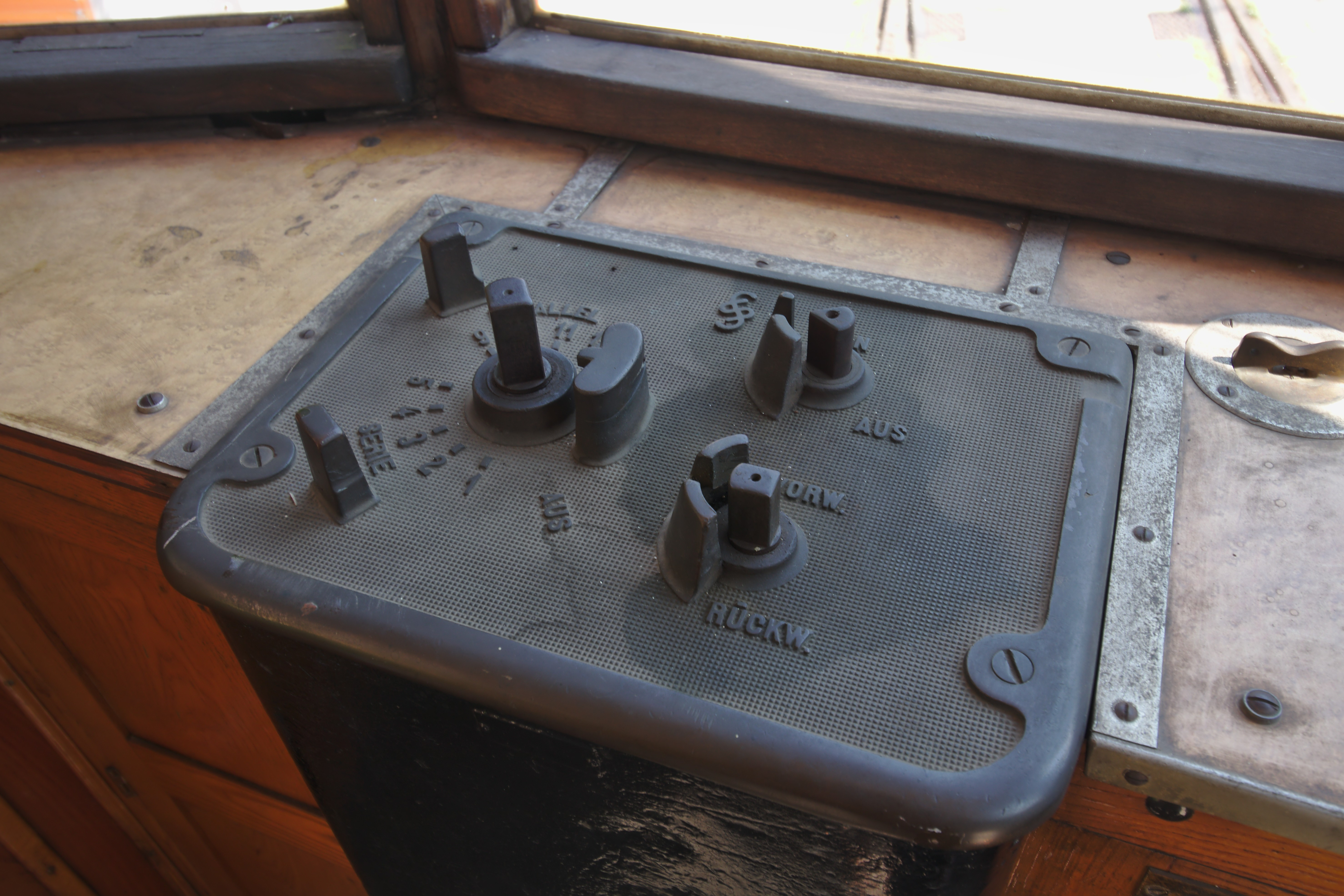
Siemens-Schuckert-Fahrschalter im Wagen 2861

Die Wagen hatten je zwei vierpolige, gelüftete Gleichstrom-Hauptschlussmotoren mit Wendepolen. Hierbei fanden vier verschiedene Typen Verwendung, die jedoch uneingeschränkt miteinander kompatibel waren:
| GDTM 42  | AEG               | 72 kW   | 700 min−1 |
| GDTM 242 | AEG               | 66,5 kW | 727 min−1 |
| US 701   | AEG               | 70 kW   | 715 min−1 |
| D 871    | Siemens-Schuckert | 70 kW   | 667 min−1 |

Die weitere elektrische Ausrüstung für eine Höchstgeschwindigkeit von 40 km/h bestand aus zwei Schleifringfahrschaltern der ELIN mit je zwölf Fahr- aber ohne Bremsstufen, einer Schützensteuerung, einem Scherenstromabnehmer, einer Frischstromheizung und einer Innenbeleuchtung durch zwei Serien mit je acht Lampen. Die für die damalige Zeit recht fortschrittliche Vielfachsteuerung ermöglichte die Führung von maximal drei gleichzeitig arbeitenden Triebwagen im Zugverband, womit insgesamt Neunwagenzüge möglich waren. Neben den Spiraldrahtwiderständen auf dem Wagendach war ein zweiter Satz im Wageninneren unter den Sitzbänken angeordnet. Durch Umschaltung wurden letztere im Winter zu Heizzwecken herangezogen.
Wegen der ständig wechselnden Lichtverhältnisse beim Übergang zwischen offenen Strecken und Tunnelabschnitten sorgte eine spezielle Vorrichtung für das automatische Ein- und Ausschalten der aus sechs Deckenlampen bestehenden Innenbeleuchtung. Dazu nutzte man die unterschiedliche Fahrdrahthöhe auf offenen Streckenabschnitten und in den Tunneln aus. Hierzu drückte der Stromabnehmer – der sich bei der Einfahrt in einen niedrigen Tunnel ohnehin von alleine senkte – auf dem Wagendach einen speziellen Lichtschalter nach unten, bis der Zug wieder Tageslicht erreichte.

### Statistik

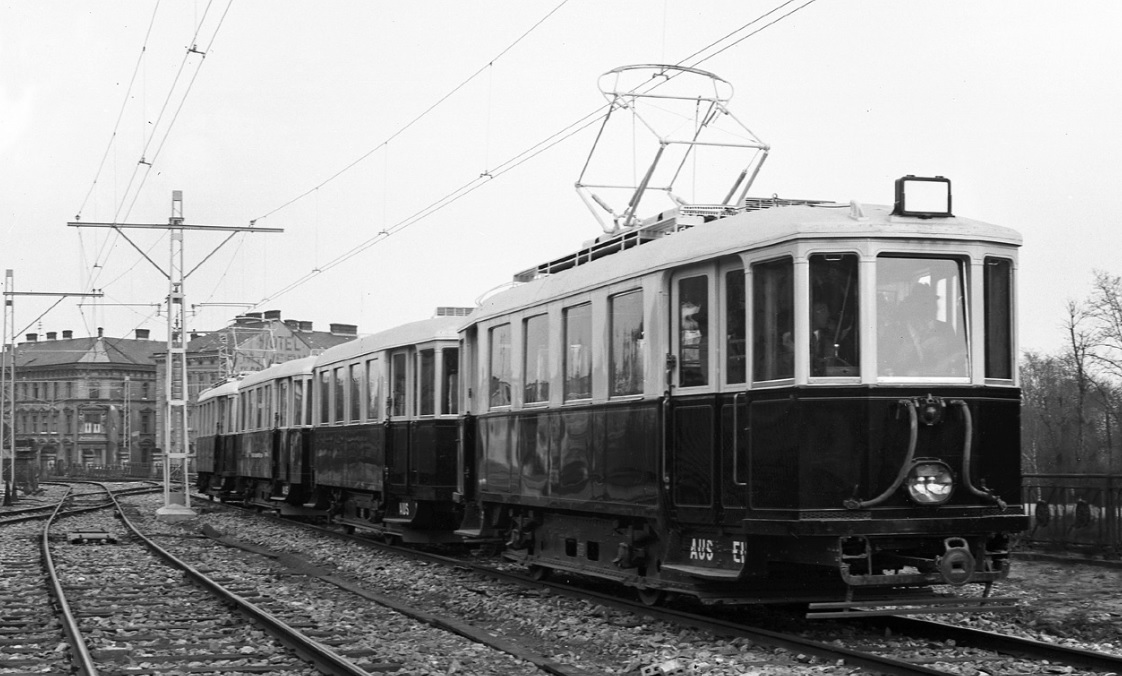
Ursprungsausführung in rot-weißer Lackierung, mit Fahrgastfluss-Beschriftung und ohne Wagennummern an der Stirnseite, Michelbeuern 1925

Den Großauftrag über zusammen 180 Wagen der Type N teilten sich insgesamt drei Hersteller wie folgt auf:
| Simmeringer Waggonfabrik: | 99 Wagen | Betriebsnummern 2701–2799 | Baujahr 1925           |
| Grazer Waggonfabrik:      | 11 Wagen | Betriebsnummern 2800–2810 | Baujahr 1925           |
| Waggonfabrik Enzesfeld:   | 40 Wagen | Betriebsnummern 2811–2850 | Baujahre 1925 und 1926 |
| Simmeringer Waggonfabrik: | 30 Wagen | Betriebsnummern 2851–2880 | Baujahr 1927           |

## Beiwagen der Type n

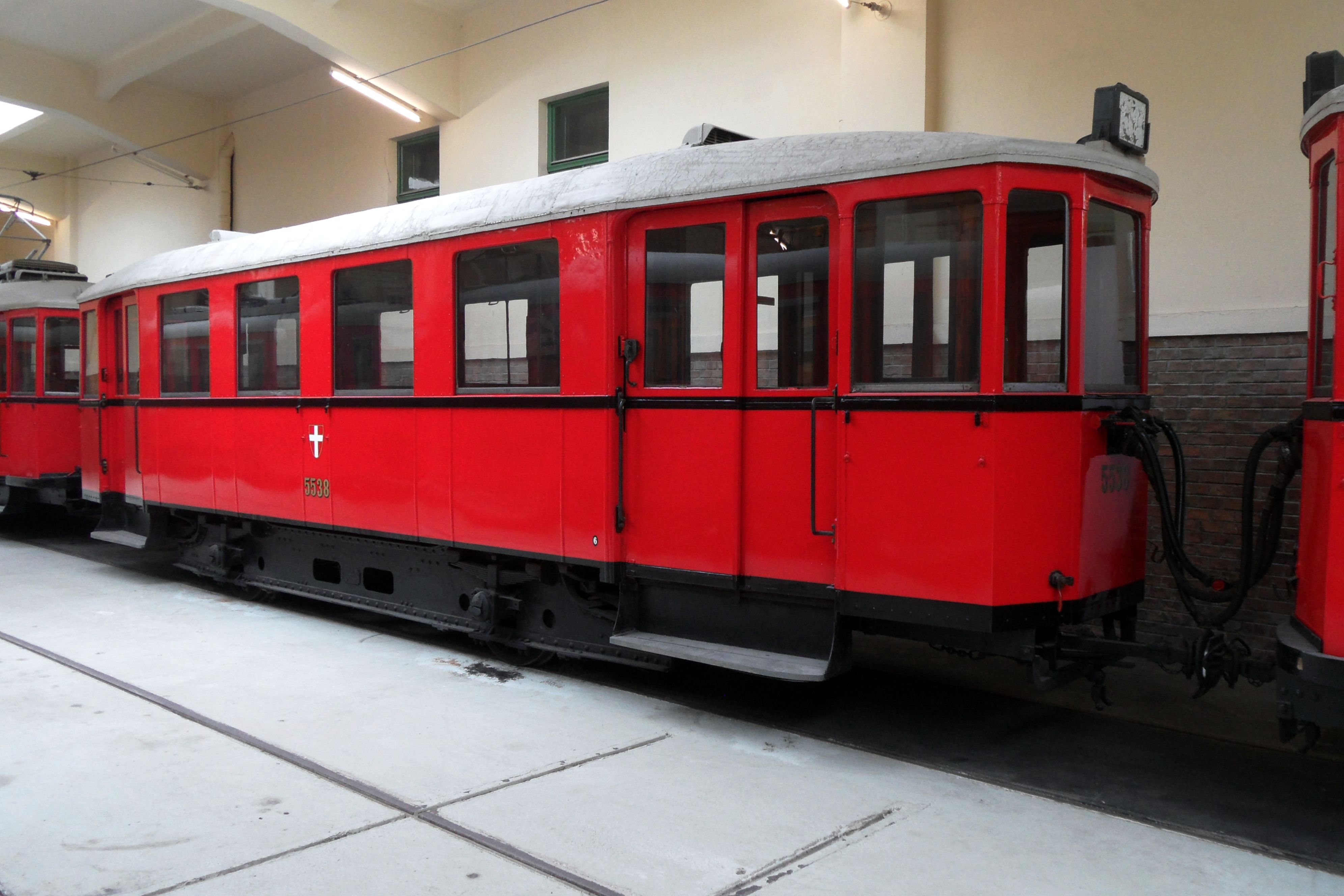
Beiwagen 5538 der Type n

Die insgesamt 150 Beiwagen der Type n entsprachen, abgesehen von der fehlenden elektrischen Ausrüstung, den Triebwagen der Type N und hatten eine Masse von 9.500 Kilogramm. Auch die Anordnung der 24 Sitzplätze entsprach exakt den Triebwagen. Bedingt durch die entfallenden Führerstandseinrichtungen auf den Plattformen sowie das fehlende Personal dort boten die Beiwagen jedoch 53 bis 75 Stehplätze. Diese verteilten sich wie folgt:
| auf der vorderen Plattform: | 16,5 im Regelfall | 25 bei Überfüllung |
| auf der hinteren Plattform: | 16,5 im Regelfall | 25 bei Überfüllung |
| im Fahrgastraum:            | 20 im Regelfall   | 25 bei Überfüllung |

Die Beiwagen der Type n wurden wie folgt hergestellt:
| Simmeringer Waggonfabrik: | 10 Wagen | Betriebsnummern 5501–5510 | Baujahr 1924 |
| Simmeringer Waggonfabrik: | 70 Wagen | Betriebsnummern 5511–5580 | Baujahr 1925 |
| Grazer Waggonfabrik:      | 30 Wagen | Betriebsnummern 5581–5610 | Baujahr 1925 |
| Waggonfabrik Enzesfeld:   | 40 Wagen | Betriebsnummern 5611–5650 | Baujahr 1925 |

## Beiwagen der Type n1

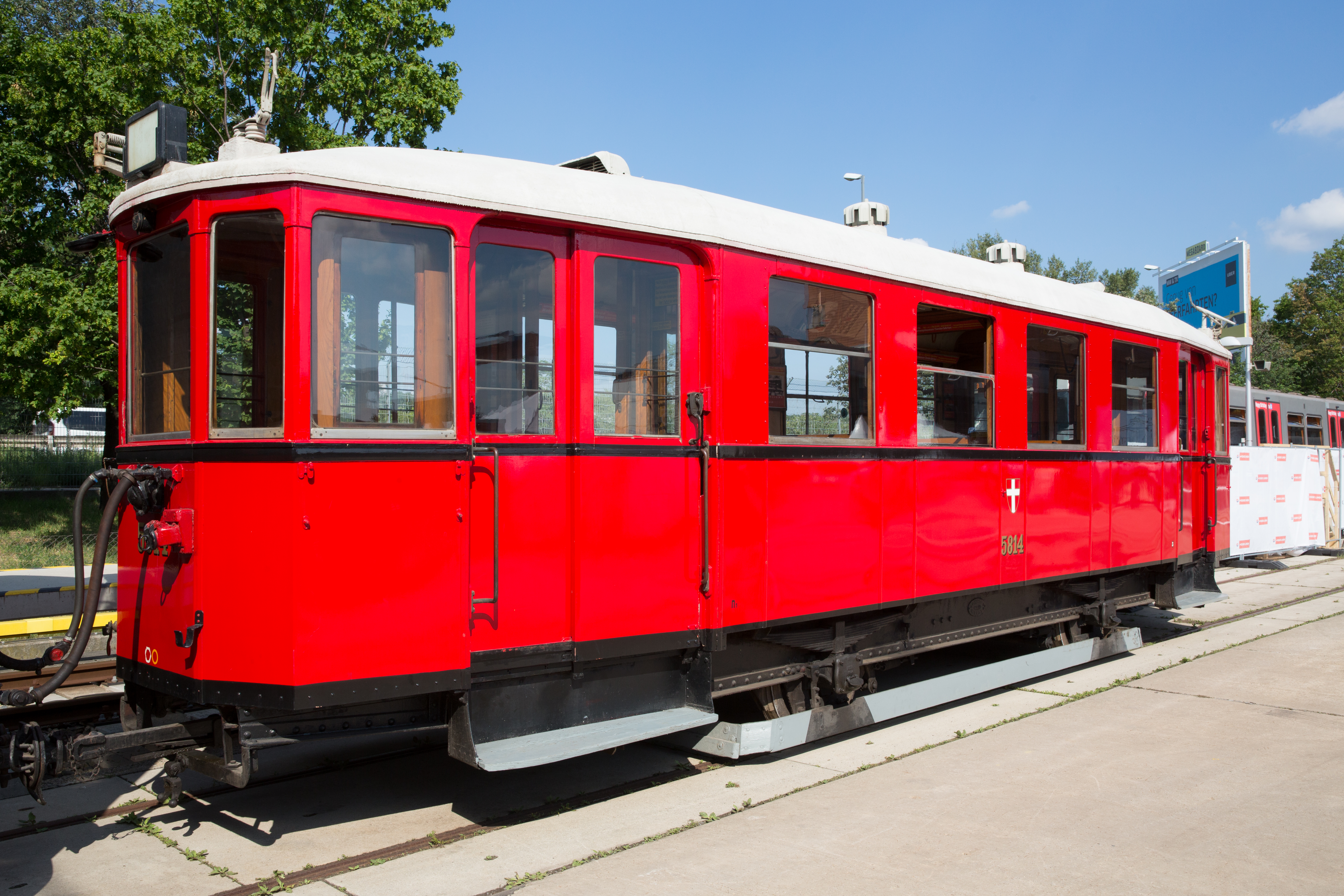
Beiwagen 5814 der leichteren Type n_{1}

Die Beiwagen der etwas modifizierten Type n1 entsprachen weitgehend ihrer Vorgängerbaureihe n. Zur Masseeinsparung erhielten sie jedoch kein eigenes Laufgestell, sondern Langträger aus tiefgezogenen Stahlblechen, die mit Winkeleisen verstärkt wurden. Für den Einsatz im Straßenbahnbetrieb besaßen sie zusätzlich einen Holzschutzrahmen. Der Wagenkasten stützte sich über vier Blattfedern direkt auf die Gleitachslager. Sie waren damit nur einstufig gefedert, die Masse reduzierte sich auf 9.000 Kilogramm. Neben den drei bereits bekannten Herstellern beteiligten sich zusätzlich die Lohner-Werke am Bau der zusammen 120 leichteren Stadtbahnbeiwagen:
| Simmeringer Waggonfabrik: | 60 Wagen | Betriebsnummern 5701–5760 | Baujahr 1926 |
| Grazer Waggonfabrik:      | 19 Wagen | Betriebsnummern 5761–5779 | Baujahr 1926 |
| Simmeringer Waggonfabrik: | 26 Wagen | Betriebsnummern 5780–5805 | Baujahr 1927 |
| Lohner-Werke:             | 15 Wagen | Betriebsnummern 5806–5820 | Baujahr 1927 |

## Einsatz im reinen Stadtbahnverkehr (1925–1961)
Die Fahrzeuge der ersten Generation hatten ihren letzten Einsatztag am 3. April 1961. Insgesamt konnte ein Neunwagenzug der ersten Generation bis zu 856 Personen befördern, davon 216 sitzend:
- 84 im bemannten Triebwagen
- 178 in den beiden unbemannten Triebwagen
- 594 in den sechs Beiwagen

## Einsatz auf der Linie 18G und im reinen Straßenbahnverkehr (1925–1968)

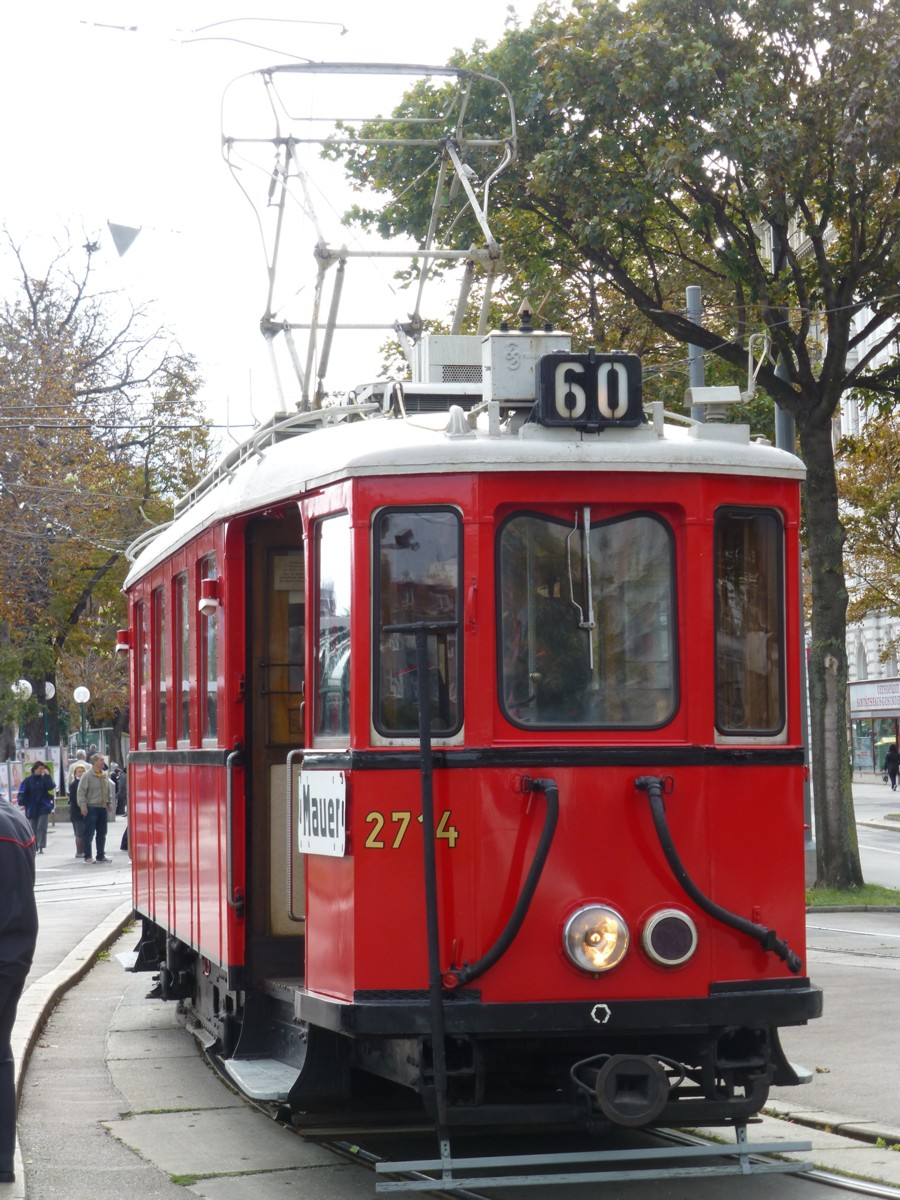
Die Linie 60 war jahrzehntelang das Haupteinsatzgebiet der Stadtbahnwagen im Straßenbahnnetz, an jene Epoche erinnerte diese Sonderfahrt im Jahr 2015

Die behördliche Erprobung für Stadtbahnwagen im Straßenbahnnetz fand am 14. Oktober 1925, das heißt über vier Monate nach Inbetriebnahme der elektrischen Stadtbahn und nur sechs Tage vor Inbetriebnahme der Mischbetriebslinie 18G, auf der Strecke der Linie 118 zwischen den Betriebsbahnhöfen Erdberg und Währinger Gürtel statt. Nach Erbringung des statischen Nachweises der auf dieser Strecke liegenden Brücken und Gewölbe genehmigten die Behörden ihren Einsatz zwischen Marsanogasse und Ghegaplatz. Die Überfahrt über den Düker des Wiener Neustädter Kanals konnte aufgrund seiner geringeren Tragfähigkeit hingegen nicht freigegeben werden.
So kamen die Stadtbahnwagen zunächst nur auf der Linie 18G ins Straßenbahnnetz, die am 20. Oktober 1925 erstmals verkehrte. Schnell erwiesen sich allerdings die n-Beiwagen aufgrund ihres Laufgestells für den Straßenbahnbetrieb als wenig geeignet. Sie wurden somit auf der Linie 18G durch die ab März 1926 ausgelieferten leichteren n1-Beiwagen ersetzt. Letzter Einsatztag eines schweren n-Beiwagens im Straßenbahnnetz war der 19. April 1926.

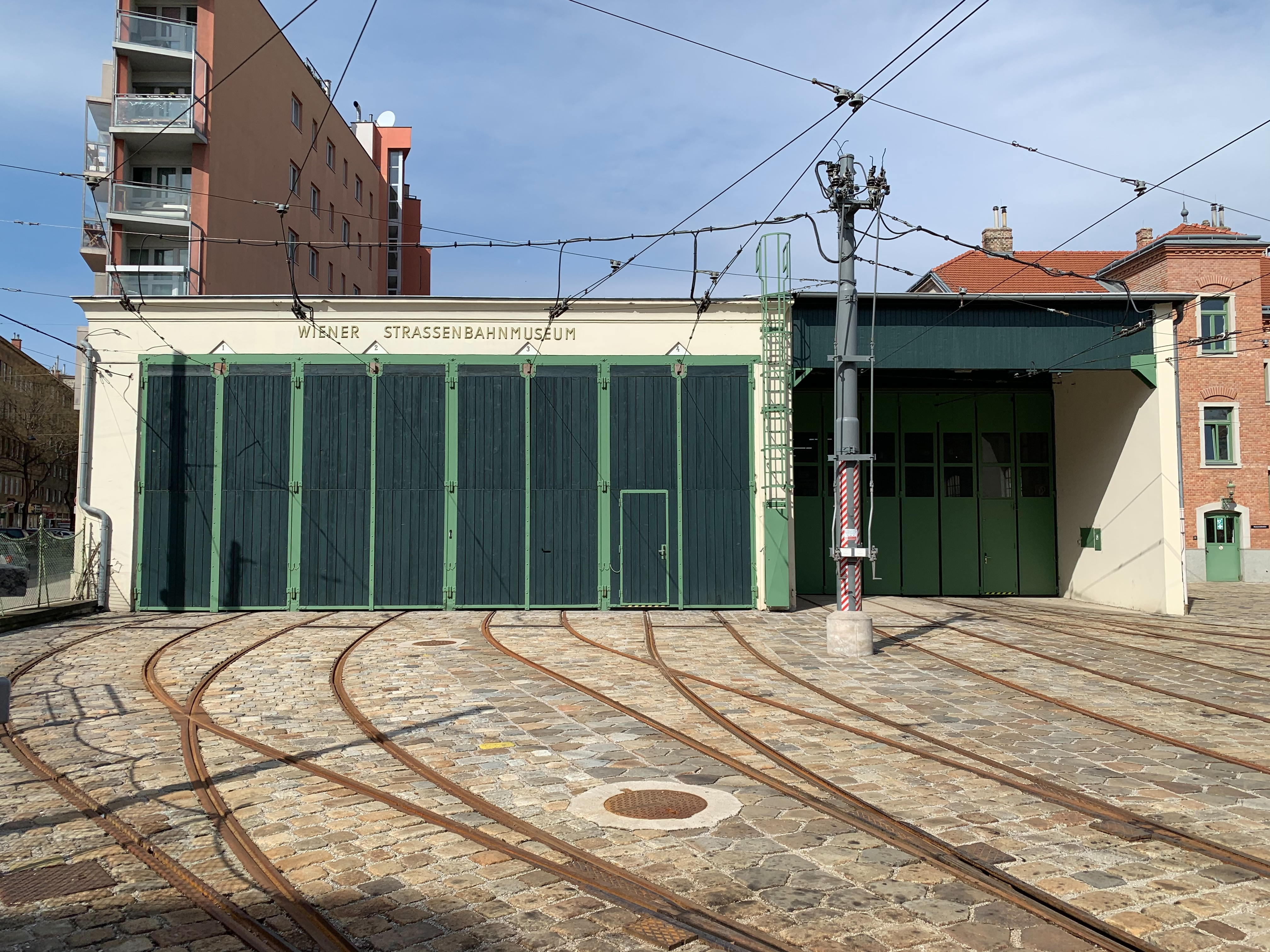
Die 1926 anlässlich der Beschaffung der Typen N und n gebaute Wagenhalle IV im Betriebsbahnhof Erdberg

Um die neuen Fahrzeuge kurzfristig abstellen zu können, wurde Ende 1925 im Betriebsbahnhof Erdberg mit Fundierungsarbeiten für den Bau der zusätzlichen Wagenhalle IV im Winkel zwischen der Erdbergstraße und der Lechnerstraße begonnen. Der 2380 Quadratmeter große Stahlbetonbau war Ende 1926 fertig und hatte sechs Gleise für 60 Wagen. Die Gleise 5 und 6 erhielten dabei nur eine provisorische Holzabdeckung, da eine spätere Vergrößerung auf 14 Gleise geplant war.
Erste reine Straßenbahnlinie die mit Stadtbahnwagen betrieben wurde, war dann ab dem 4. Oktober 1926 die Linie 18. Mit Beginn der Weltwirtschaftskrise im Oktober 1929 erwies sich der Bestand an Stadtbahnwagen als zu groß. Die seinerzeit kritisierte Entscheidung, auf der Stadtbahn straßenbahnähnliche Fahrzeuge einzusetzen, erwies sich als richtig, denn ab 1929 konnten überzählige Stadtbahnbeiwagen und ab 1930 auch Stadtbahntriebwagen auf dem Straßenbahnnetz kleine, veraltete und unwirtschaftliche Fahrzeuge ersetzen. Nach entsprechenden Umbauten und einer neuen Berechnung konnte schließlich am 12. September 1932 auch der oben genannte Düker für die Befahrung mit Stadtbahnwagen freigegeben werden. Zwischenzeitlich entschied sich Straßenbahndirektion aber zum Einsatz der Stadtbahnwagen auf der Linie 60 statt der ursprünglich vorgesehenen Linie 118.
Für den reinen Straßenbahnverkehr wurden im Laufe der Jahre insgesamt 26 N-Triebwagen und 45 n1-Beiwagen außerhalb des Stadtbahnnetzes stationiert, jedoch nie alle gleichzeitig. Einsatzschwerpunkt war dabei der Betriebsbahnhof Speising. Eine Übersicht über den Einsatz von Stadtbahnwagen auf reinen Straßenbahnlinien gibt folgende Tabelle:
| 16    | ab 14. April 1946 bis Anfang September 1947, nur Beiwagen                                                                       |
| 17    | ab 30. März 1932, nur Beiwagen                                                                                                  |
| 18    | ab 4. Oktober 1926 bis 10. Juli 1932, Dreiwagenzüge                                                                             |
| 57    | ab 15. Juni 1943 bis 21. Februar 1945, hierfür waren zehn Triebwagen und zehn Beiwagen im Betriebsbahnhof Wienzeile stationiert |
| 60    | ab 22. November 1929 nur Beiwagen, ab 20. Oktober 1932 bis 14. Juni 1968 auch komplette Dreiwagenzüge                           |
| 60/62 | ab 24. November 1963, das heißt ab Einführung dieser Linie                                                                      |
| 62    | ab 5. Jänner 1930, nur Beiwagen                                                                                                 |
| 117   | ab 30. März 1932, nur Beiwagen                                                                                                  |
| 132   | ab 1954, nur Beiwagen |
| 231   | ab 1954, nur Beiwagen |

Letzter Betriebstag eines N/n1-Stadtbahnzugs im Straßenbahnnetz war somit der 14. Juni 1968, das heißt über sieben Jahre nach dem letzten Einsatz dieser Typen im Stadtbahnnetz.

## Umbauten der im Straßenbahnnetz eingesetzten Wagen

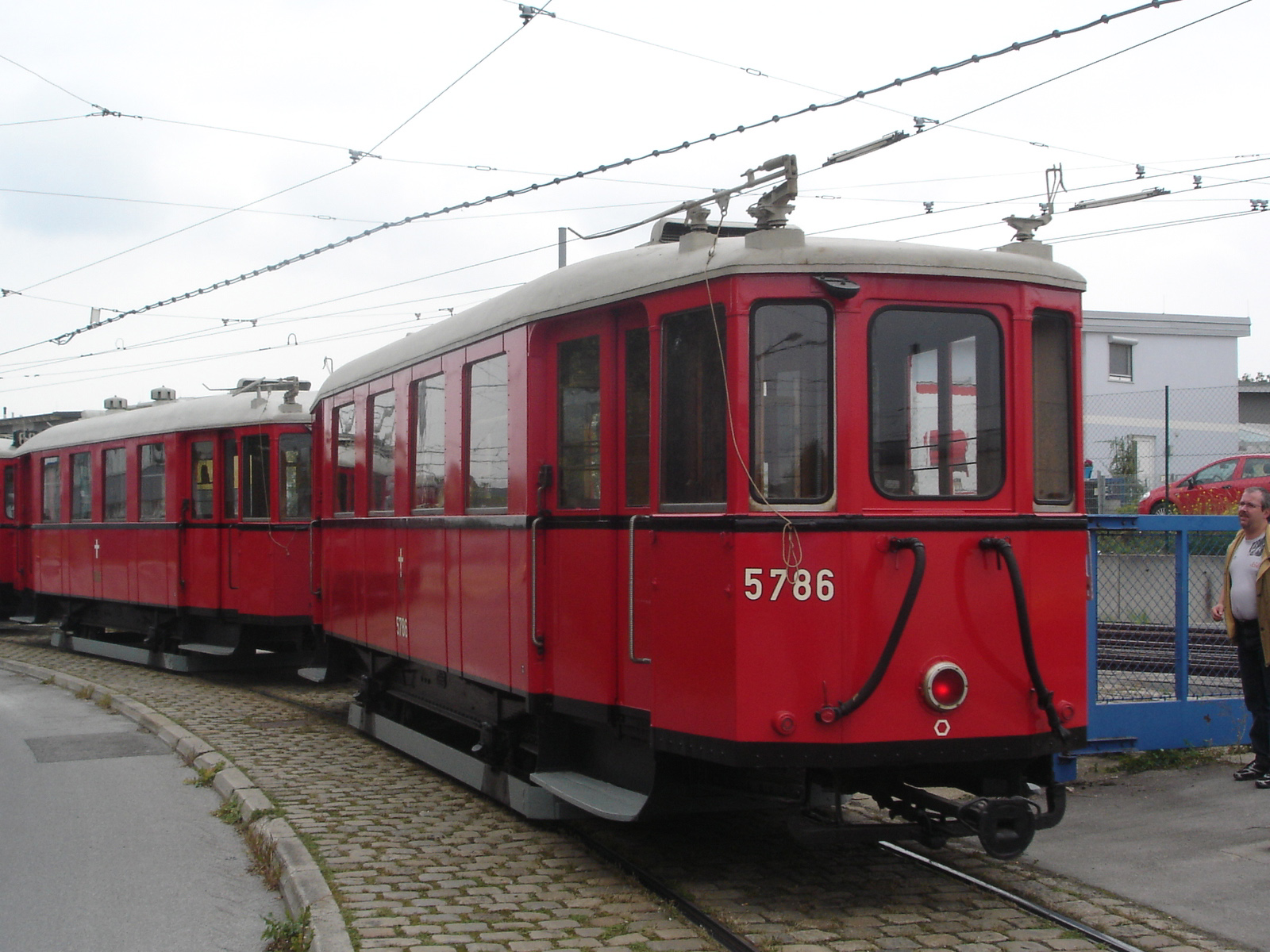
Für den Einsatz im Straßenbahnnetz adaptierter Beiwagen. Der Anschluss für die Vielfachsteuerung wurde entfernt, am Dach ist die Lichtkupplung gut zu erkennen.

Ab 1932 wurde bei den ausschließlich im Straßenbahnnetz eingesetzten Wagen das Radprofil auf jenes der Wiener Straßenbahn geändert. Dadurch wurde der Verschleiß an Rad und Schiene reduziert, sie waren damit jedoch nicht mehr universell einsetzbar. Ungeachtet dessen behielten sie aber ihren roten Stadtbahnanstrich. Ab Mai 1935 entfielen die Kabelverbindungen für die Vielfachsteuerung, für die Stromversorgung der Beiwagen erhielten die Wagen die sogenannte Zürcher Lichtkupplung am Dach, auch Rutenkupplung genannt.

## Verbleib

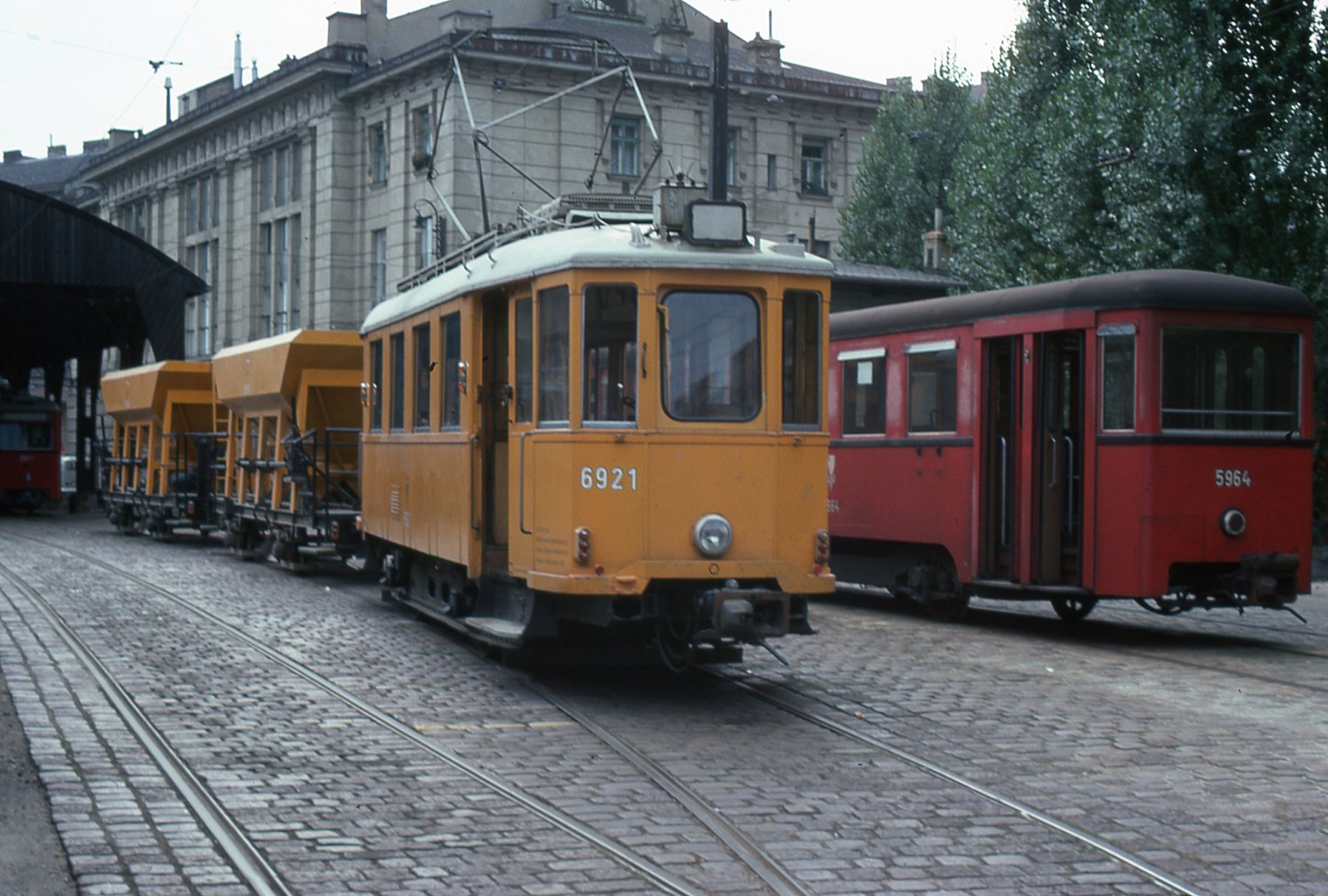
Arbeitswagen 6921 entstand aus einem N-Triebwagen

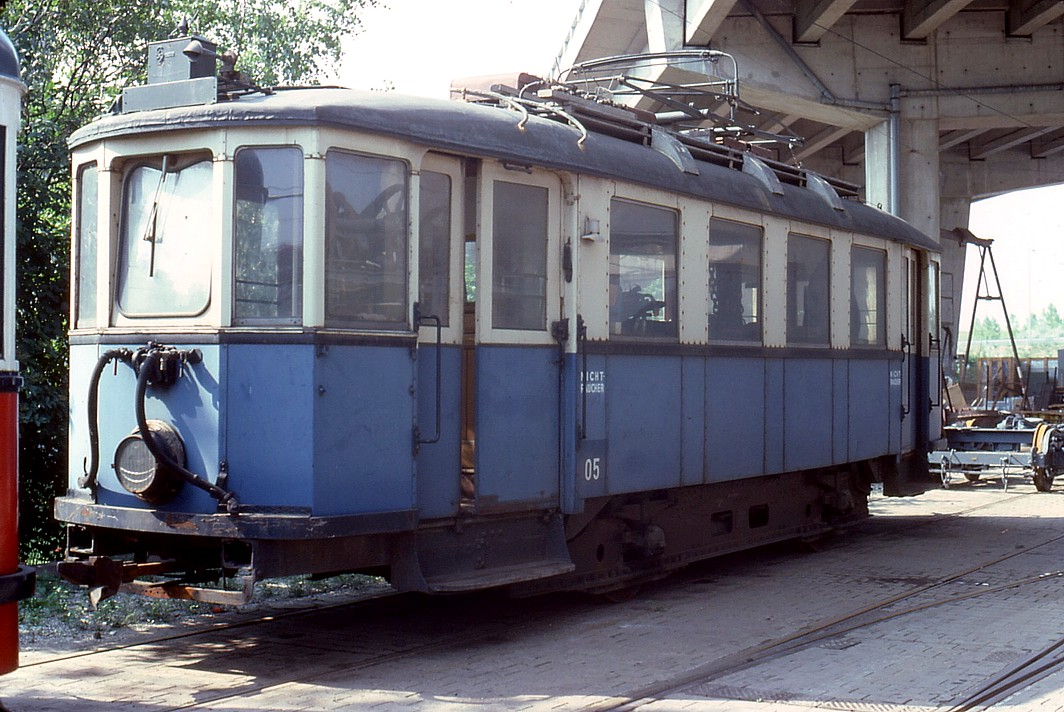
Einer der an die Wiener Lokalbahnen verkauften Wagen in deren Hauslackierung

Als Kriegsverlust schieden in den Jahren 1946 bis 1949 sieben N-Triebwagen, acht n- und zwei n1-Beiwagen aus dem Bestand. 130 Triebwagen und 200 Beiwagen wurden in den Jahren 1954 bis 1962 zu den Nachfolgebaureihen N1 und n2 umgebaut, aus 32 weiteren n1-Beiwagen entstanden in den Jahren 1957 bis 1960 die Straßenbahn-Gelenktriebwagen der Typen D und D1. Alle anderen wurden in den 1950er und 1960er Jahren ausgemustert, verkauft beziehungsweise zu Arbeitswagen umgebaut.
Fünf Trieb- und drei Beiwagen erwarben 1963 die Wiener Lokalbahnen. Sechs von ihnen kamen dort nach einigen Umbauten ab 1965/1966 mit Nummern 241, 242 und 243 (Triebwagen) beziehungsweise 281, 282 und 283 (Beiwagen) zum Einsatz, meist als Dreiwagenzug in der Reihung N+n+N, bei Fußballspielen in der Südstadt auch als Fünfwagenzug in der Reihung N+n+N+n+N. Für den Einsatz bei den WLB, der bis 1971 andauerte, erhielten die ehemaligen Stadtbahnwagen – jeweils nur auf einer Plattform angeordnet – zusätzliche Stirnscheinwerfer und Fahrtrichtungsanzeiger. Ebenfalls 1963 kaufte außerdem die Straßenbahn St. Pölten einen einzelnen Triebwagen. Dieser war, als letzter Stadtbahnwagen der ersten Generation überhaupt, bis zum 17. Jänner 1973 im Einsatz.